# Albert Viljam Hagelin
Albert Viljam Hagelin (24. april 1881 i Bergen – 25. maj 1946 i Oslo) var en norsk forretningsmand, operasanger og politiker i Nasjonal Samling.

## Baggrund
Hans far var guldsmedmester af en familie, der var indvandret fra Sverige tidligt i 1700-tallet. Han døde, da Hagelin var 8 år gammel. Hagelins mor var dansk og tilhørte en jødisk familie.
I 1900 rejste Hagelin til Tyskland for at studere til arkitekt ved Technische Hochschule i Dresden. Af Nina Grieg blev han også tilskyndet til musikstudier, og skal have sunget operaroller både i Berlin og Dresden. I 1912 giftede han sig med Gertrud Hedvig Addix, datter af en rig bomuldsfabrikant i Bremen. Efter hendes død i 1935 giftede han sig med hendes kusine Gertrud Eckstein (1899-1981), datter af en anden rig tysk bomuldsfabrikant.

## Anden verdenskrig
Skønt han selv var kvartjøde, meldte Hagelin sig i 1936 ind i Nasjonal Samling. Han fik kontakt med storadmiral Erich Raeder og Alfred Rosenberg, og lykkedes til sidst med at få aftalt to længere samtaler i december 1939 mellem Hitler og Vidkun Quisling, hvor Quisling fortalte den tyske fører, at der fandtes et forbund mellem Oslo og London, og at det dertil "var åbenbart, at England ikke havde til hensigt at respektere norsk neutralitet". Det var der ingen større realitet i, men Quisling skabte med dette en usikkerhed i Berlin, som fik tysk militær til at rette blikket mod nord. Tyskland kunne ikke risikere, at Norge faldt i britiske hænder, og 1. januar 1940 anmodede Hitler generalmajor Alfred Jodl om at udarbejde en rapport om hvordan Norge kunne besættes, "hvis det ellers blev nødvendigt". Rapporten fik kodenavnet Studie Nord og dannede udgangspunkt for planlægningen af Operation Weserübung.
Hagelin blev udnævnt til handels- og forsyningsminister i Quislings såkaldte 9. april 1940-regering og indenrigsminister i Quislings nationale regering (1942-45) under den tyske besættelse. Han viste sig stejl i forsvaret af norske interesser overfor den tyske besættelsesmagt, og havde stadige sammenstød med den tyske rigskommissær Josef Terboven og hans stab. Især fik han forhindret en skattereform, der skulle sikre tyskerne udbytte af besættelsen. Hagelin var også den i NS, der pressede Quisling mest for at få indgået en fredsaftale med Tyskland, så besættelsestilstanden kunne ophæves. Hagelin udformede al Quislings korrespondance med Berlin om dette, mens hans kone maskinskrev breve og notater.
Hagelin udtalte sig antisemitisk under besættelsen, og gav jøderne skylden for krigen. Han havde ingen indvirkning på de tyske planer om deportering af jøder fra Norge til Auschwitz, men gav udtryk for, at han ønskede jødelovene anvendt så lempeligt som muligt, og at intet skulle gøres mod halv- og kvartjøder (hvad der også ville have ramt ham selv som kvartjøde).
Hvervet som fylkesfører i Stor-Oslo blev ham frataget i 1942, og han blev sat under intern efterforskning af sit parti i 1943, efter tysk påtryk og intern utilfredshed i NS, hvor han uden større realitet blev mistænkt for korruption. Han blev frikendt, men i november 1944 tvunget til at søge afsked som minister, fordi han modsatte sig at rejse til Finnmark for at lede tvangsevakueringen sydpå af befolkningen der, foran den fremrykkende Røde Hær.
Viljam Hagelin blev, sammen med Vidkun Quisling og en anden leder i Nasjonal Samling, Ragnar Skancke, dømt og henrettet ved skydning.

## Retsopgøret
Hagelin blev den 4. december 1945 dømt til døden. Den 3. maj 1946 blev dødsdommen opretholdt i Norges højesteret. Han forsøgte forgæves at overbevise retten om, at han led af hukommelsestab.
Dødsdommen fra Norges højesteret var begrundet med, at "han var næst efter Quisling den stærkeste, den mest indflydelsesrige og derfor også den farligste mand i besættelsesregeringen".